# Ormosia bolivarensis
Ormosia bolivarensis là một loài thực vật có hoa trong họ Đậu. Loài này được (Rudd) C.H. Stirt. miêu tả khoa học đầu tiên năm 1999.